# 係争地
係争地(けいそうち、英:debatable ground、dispute)とは、所有権、領有権をめぐって二者間の争いや対立、紛争が生じている土地である。